# 麗子微笑
『麗子微笑』（れいこびしょう、英語: Reiko Smiling）とは、大正時代の洋画家、岸田劉生によって1921年（大正10年）に制作された肖像画である。劉生は実娘である岸田麗子が4歳の頃から麗子をモデルにした作品を制作し続けていたが、本作品は7歳の頃のもので一連の麗子像連作のなかで最も優れたものとされる。東京国立博物館が所蔵し、1971年（昭和46年）に日本の重要文化財に指定されたほか、1981年（昭和56年）に郵便切手の図案に採用された。劉生は本作品についてレオナルド・ダ・ヴィンチの『モナ・リザ』に着想を得たことや、フランシスコ・デ・ゴヤの作品をモチーフとして制作したことを述懐している。このことから『劉生のモナリザ』とも称される。

## 背景
岸田劉生は目薬などの製造販売を行う実業家岸田吟香の四男として1891年（明治4年）に生まれた。父の仕事の関係もあってクリスチャンとして洗礼を受けたが、その時分より絵画を学ぶようになり、17歳になる頃に黒田清輝に師事した。22歳の時にフュウザン会で知り合った小林良四郎の三女蓁（しげる）と結婚し、翌年長女の麗子を授かった。蓁と出会って彼女をモデルとして絵を描いたことが、「女性像」という岸田劉生の絵画ジャンルにおける新境地開拓の転機となった。

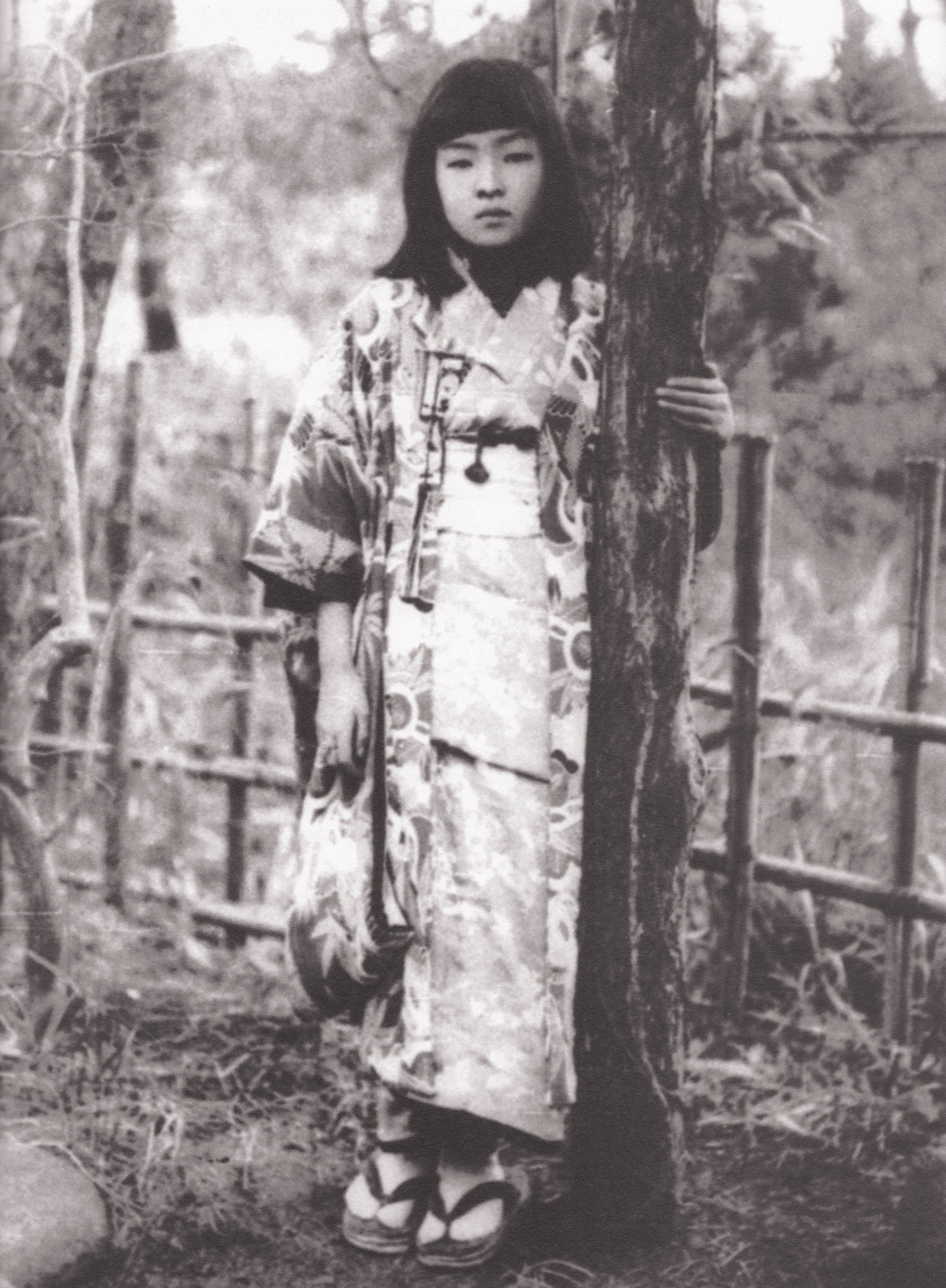
一連の「麗子像」のモデルとなった娘の岸田麗子（1923年4月撮影、9歳）。

劉生は自身が純粋な愛情を注げるものでなければ絵画にしなかったとされ、職業モデルを用いることがなかった。このため、モデルを務めたのは麗子をはじめとする家族やごく親しい友人関係者などに限られていた。1918年（大正7年）ごろより麗子や村の娘お松（於松）をモデルとした絵画制作を始め、北方ルネサンスの写実や「内なる美」の探求を模索し始め、麗子像の連作は晩年まで続けられた。
一連の作品は11年という長期に渡ってひとりのモデルを描き続けることで、劉生の画家としての作風の変遷を辿ることが出来るという稀有な例となっている。麗子が5歳となった1918年（大正7年）の『麗子五歳之像』から1929年（昭和4年）の『麗子十六歳之図』まで、油絵のみでおよそ30点、水彩を含めると100点以上の夥しい数の作品が制作されている。とくに結核の療養のために鵠沼に転居していた時期に精力的に麗子像の制作が行われており、『麗子微笑』も同期間に制作された作品のひとつである。
こうした連作の意義について美術史家の大久保純一は、「その作家の得意な主題であったために、あちこちからきた注文を受けて制作されたものというよりも、個々の作家が己れの理念や表現上の技法を追求する上で、適当な素材であったからという、内からの必要性で描かれたものが多いと思われる」と解説している。とはいえ麗子像の人気は制作当初より高く、作品を所望する蒐集家も多かった。これに伴い麗子がモデルを務める時間も長くなり、学校を休ませることもままあったという。しかし麗子は「小さい時のモデルはつらかったでしょう」と問いかけられた際に、その反対で誇りに感じていたと講演会などで語っており、岸田家という家族全体が父の仕事を中心に動いていたと明かしている。
画業を始めたころの劉生はフィンセント・ファン・ゴッホやポール・セザンヌなどを私淑として活動していたが、その後すぐに北方ルネサンスのヤン・ファン・エイクやアルブレヒト・デューラーらの影響が見られるようになり、1918年（大正7年）に麗子像の連作を始める頃には「内なる美」を目指すという独自の画風の確立に至っている。さらに鵠沼での暮らしを始めてしばらく経過する頃には東洋の美術に強い関心を寄せるようになり、徽宗の作品などに傾倒した。劉生は東洋の美術が持つ独特な美を「卑近の美」と形容し、一見グロテスクにも見える表現の中に美の本質を見出そうとした。美術評論家の東珠樹は、外見的な美しさではなく、内面的な美しさを追求した例として高橋由一の『花魁』を挙げ、その類似性について指摘している。
劉生が残した日記の「大正九年八月十二日　晴」には「一見して人をうつものをかきたい。深い力で、そして見れば見る程深いものを。これが自分の為す可き仕事であり道である。」とあり、画業に対してどのような想いで向き合っていたかが綴られている。1921年（大正10年）10月15日、画家として目指すべき道を見据え、画業の絶頂期にあった劉生によって本作品の制作が行われた。

## 作品

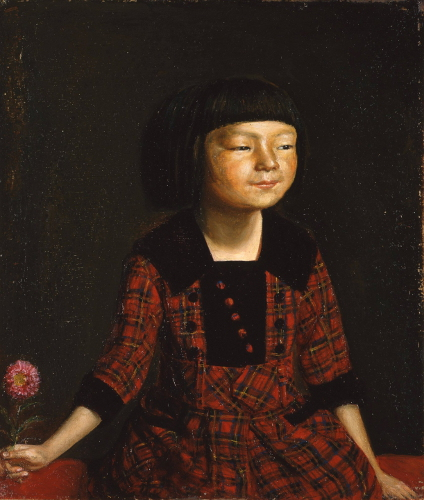
『麗子微笑』と同時期に描かれた『童女像（麗子花持てる）』

『麗子微笑』は鵠沼に転居して2軒目となる借家（松本別荘）で制作された作品である。やや縦長のキャンバスに油彩で描かれており、作品左上に朱筆で「麗□ 千九百二十一年十月十五日　劉」とサインがなされている。前年に制作した『毛糸肩掛せる麗子肖像』とほぼ同じ構図ながら、その表情および手に持たせた静物が花から果物へと変化している。

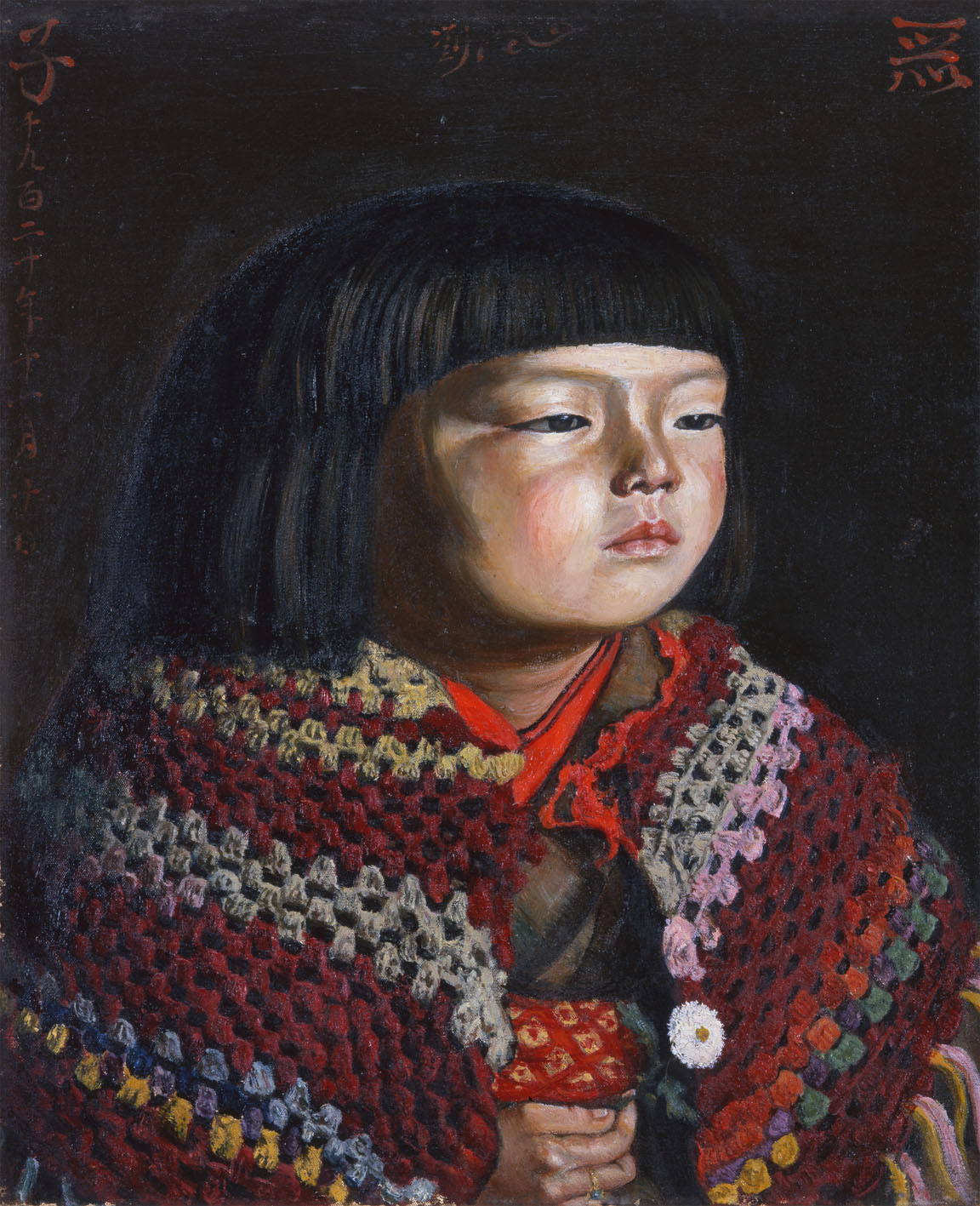
前年に制作された『毛糸肩掛せる麗子肖像』

毛糸製の肩掛けをしたおかっぱ頭の少女（麗子）が、まだ青い蜜柑を手に持って薄く微笑んでいる図となっている。麗子の顔からはこれまでの作品に見られたような緊張感やこわばりが消え、柔らかさに包まれた表情になっている。麗子に果物を持たせている点にデューラーやファン・エイクの影響を見ることができる。モデルに草花や果物を持たせるという構図は、直接的にはファン・エイクの『撫子を持てる男』に倣ったと見られ、これをもとに1916年（大正5年）に制作された『古谷君の肖像（草持てる男の肖像）』が最初とされる。愛知県美術館館長の浅野徹はこの構図について「特定の人物の画像に一個人の肖像を超えた神秘的な含蓄を与える」という効果を狙ったと指摘している。
毛糸の肩掛けは油絵の盛り上がりを活用した立体描写が施されている。小道具として使用された肩掛けはもともとは村の漁師の娘のお松の持ち物であったが、劉生はいたく気に入り、麗子に買い与えた流行の肩掛けと交換するほどの執着を見せ、本作以外の作品でも度々登場している。麗子は後に「父はこの肩掛と、私がモデルの褒美に三枝で買ってもらったばかりの肩掛とを交換した。私はそれを承知したものの、一度もしなかった肩掛があきらめきれずに涙ぐみ、それを恥ずかしく思ってかくしたのをおぼえている。」と回顧している。
顔は不気味さを感じさせるほど横に引き伸ばされており、眉は薄く描かれている。一方で蜜柑を持つ手は不自然な程に小さく描かれている。微笑みを漂わせる口元や、切れ長の瞳の輝きなど、作品全体像としては北方ルネサンス絵画の影響よりも宋元院体派の作品に見られるような東洋的で神秘的な雰囲気が見られる。こうした表現は同時期に制作された『童女像（麗子花持てる）』でも見ることができるが、翌年に制作された『麗子住吉詣之立像』や『二人麗子飾髪図』などでは変貌を遂げ、憂いを帯びるような表現が見られるようになる。劉生は『麗子住吉詣之立像』や『二人麗子飾髪図』を描き上げた時の画家としての自身のスタイルについて「自分は、自分のレアリズムを、駆使し、応用し、画面の内の一部に生かす時が来た、私の道だ、私は其処に立ってゴヤを見、古支那を見、浮世絵を見る。そして、教はるものは教はり、真似したいものは真似する」と綴っており、他者の作品からであっても感性の赴くままに、良いと思った点を取り入れることを厭わないと明言している。
| 左『麗子住吉詣之立像』（1922年制作）右『二人麗子飾髪図』（1922年制作）  |  | 左『麗子住吉詣之立像』（1922年制作）右『二人麗子飾髪図』（1922年制作） |
| 左『麗子住吉詣之立像』（1922年制作） 右『二人麗子飾髪図』（1922年制作） |  |                                                                        |

劉生は『麗子微笑』について次のように語っている。
『麗子微笑』は川路柳虹の流逸荘にて1921年（大正10年）11月に開かれた個展に出品され、1948年（昭和23年）に東京国立博物館所蔵となった。その後、1971年（昭和46年）6月22日に『切通しの写生』とともに重要文化財に指定された。

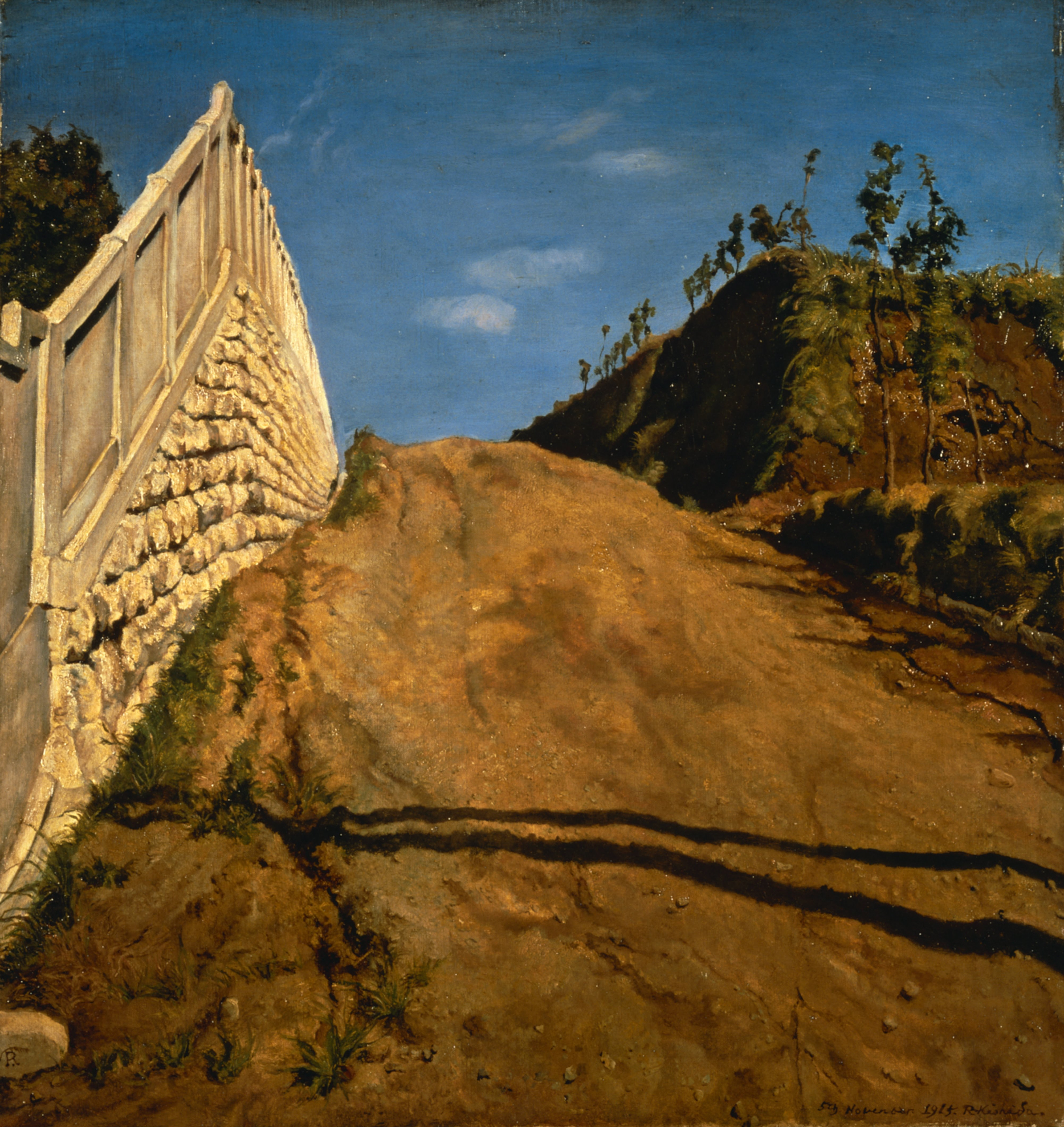
『麗子微笑』と同じく重文指定された『切通しの写生』（1915年制作）

## 評価
美術評論家の原田実は、本作品の位置付けについて劉生の代表作というだけでなく、近代洋画史上の一指標となっていると評している。また東珠樹は、『麗子微笑』は劉生の作風がデューラーやファン・エイクといった古典的写実主義の影響から脱却し、中国宋元画などを始めとした東洋的写実主義へと変容していく分岐点となったことを示す重要な作品であると評している。
同じく美術評論家の今泉篤男は、劉生という画家の強い個性が現れた作品であるとし、「北欧ルネサンス絵画にはみられないような複雑な美しさをしめすものになった」と評した。富山秀男は「帝展の「童女像」のやや現実感につき過ぎた硬い描写と、次の野島邸個展にでる前記三作品のミスティックな表現との、ちょうど中間に位置する」と評したうえでリアル（現実）とイデアール（理想）が一致した均衡の取れた絵であるとして、重要文化財に選定されたのもそうした点が評価されたのではないかと推察している。
神奈川県立近代美術館館長の水沢勉は、本作品に表現された質感を一度見ると決して忘れることができないと評し、絵具と描写された質感が合致しており、視覚的な気持ちよさが得られる描写になっていると指摘している。横浜美術館館長の蔵屋美香は、「現実離れしたモデルの姿かたちとリアル過ぎる肩掛け、この異質な二つの衝突が、ありえないものが今目の前に存在している、という他にはない感覚を呼び覚ます」とし、人物描写と静物描写の技法の違いについて指摘するとともに、それがもたらす効果について言及している。千葉県立美術館副館長の小池賢博は本作品について、「写実に立脚しながら、写実を超えた精神的な美しさを持ち、同時に鄙びた毛糸の肩掛けの色と質感の美しさを日本的な美感で捉えた傑作」と称賛している。

## 関連作品

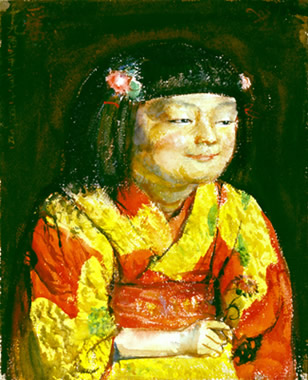
『麗子微笑像』（1921年制作、上原美術館所蔵）

『麗子微笑』と名付けられた岸田劉生の連作は本作以外にも複数遺存しており、上原美術館が所蔵する水彩の『麗子微笑像』、ポーラ美術館が所蔵する木炭画の『麗子微笑』、全身像を描いたメナード美術館が所蔵する『麗子微笑之立像』などが知られている。
『麗子微笑』から着想を得た作品としては、風刺画家の山藤章二が1979年5月4日号の週刊朝日「ブラック・アングル」において発表した『麗子微笑』の構図で当時の首相大平正芳を風刺した作品などがある。